# SN 1054
SN 1054 és una supernova que va ser molt visible des d'una gran part de la Terra l'any 1054. Ha estat observada pels astrònoms xinesos, que han referit que era visible a simple vista i a plena llum del dia, durant 23 dies, amb una magnitud aparent d'aproximadament -5; va continuar sent visible al cel nocturn durant 653 dies. Es tracta molt probablement d'una supernova de tipus II. Sembla, igualment, que existeixen dades que indiquen que va ser vista per les tribus índies d'Amèrica del Nord, els anasazi i els mimbres.
Les restes de la supernova SN 1054, prop de ζ Tauri, situat a 7.000 anys llum de la Terra, és avui conegut amb el nom de nebulosa del Cranc, o M1, ja que es va tractar del primer objecte que Charles Messier va introduir en el seu catàleg d'objectes difusos, el 1774.